# No calificado
No calificado (Unqualified en inglés) es un podcast de consejos estadounidense creado y conducido por la actriz Anna Faris, en este se presentan entrevistas con celebridades y figuras culturales, seguido de llamadas telefónicas de los oyentes, quienes piden consejos sobre relaciones y otros temas. Fue coanfitrión del productor de Faris, Sim Sarna, hasta 2019. En 2017, Faris publicó un libro de memorias con el mismo nombre que el podcast.

## Concepto
Faris se inspiró a crearlo después de escuchar el podcast Serial . Al explicar la evolución de la idea, dijo:
Me encanta hablar de relaciones; eso es todo lo que quiero hablar con mis amigos. Y luego pensé, creo que quiero un pasatiempo, ya que [mi esposo] Chris ha estado filmando mucho. Así que comencé a preguntarle a algunos amigos y le pregunté a este productor técnico qué equipo debería comprar en Amazon. Y comencé a grabar con a mis amigos cuando venían a casa. Después, con mi querido amigo Sim, comenzamos a revisar todo, aunque claramente aún queda mucho por hacer. Esto comenzó como un lindo pasatiempo. Todavía lo es, seguro, no ganamos dinero. Nos encantaría hacerlo en algún momento, pero primero queremos saber un poco más de lo que estamos haciendo.

## Formato
Cada episodio tiene dos partes. En la primera, una entrevista al invitado, Faris a veces incorpora improvisaciones o sketches cómicos, y publica preguntas centradas en relaciones hipotéticas o situaciones amorosas. En algunos segmentos, interpreta el personaje de Karen Sarducci, una ejecutiva de estudio descontenta con voz grave que a menudo hace referencia a sus privilegiados y brillantes hijos, Milo (Paul Scheer) y Ventimiglia (basados en el nombre del actor Milo Ventimiglia ), quienes están a menudo de vacaciones en el extranjero o en festivales de música como Coachella .
La segunda parte del programa consiste en Faris y el invitado haciendo una llamada telefónica a un oyente quien tiene una relación o un dilema personal y busca un consejo "no calificado". Antes de la partida de Sim Sarna, esta sección era conducida por él, Faris y el invitado. 

### Conductores

#### Anfitriones y personas recurrentes
- Ana Faris – conductor principal;  interpreta varios personajes durante segmentos improvisados.
- Michael Barrett – productor ejecutivo
- Rob Holysz – productor ejecutivo
- Jeph Porter – productor ejecutivo
- Kasper Brain Selvig – productor

#### Servicios de producción
- Producciones Rabbit Grin – Rabbir Grin Productions

### Ex presentador y productor
- Sim Sarna – Ex productor y coconductor (dejó el programa a partir del episodio del 7 de marzo de 2019).

#### Personajes
- Karen Sarducci (Anna Faris) – una despreocupada ejecutiva de un estudio cinematográfico que entrevista a los actores invitados sobre posibles ideas cinematográficas[5]
- Donovan (Sim Sarna) – El asistente falso de Karen Sarducci, que a menudo intenta participar en las reuniones generales, pero se le dice rápidamente que "cierre la boca" [5]
- Milo (Paul Scheer) – hijo malcriado y verbalmente abusivo de Karen Sarducci
- Chad (Anna Faris) – un novio manipulador y e inconsciente que se involucra en argumentos con invitadas femeninas
- Kayla (Anna Faris) –  una aspirante a actriz imponente y desesperada que integrarse con los invitados del espectáculo [lower-alpha 1]

## Premiaciones
- Ganado: Premios Shorty (2017) al Mejor Podcast[6]
- Nominado : Premios iHeartRadio Podcast (2019) al Mejor podcast de comedia